# ゼロ・トレランス・フォー・サイレンス
『ゼロ・トレランス・フォー・サイレンス』（Zero Tolerance for Silence）は、1994年にゲフィン・レコード・レーベルからリリースされたアメリカのジャズ・ギタリスト、パット・メセニーによるスタジオ・アルバム。このアルバムは1日で録音され、即興によるソロ・エレクトリックギターで構成されている。 

## 背景と評価
オールミュージックのティム・グリッグスは、これを「半組織化されたノイズ」と呼んでいる。
グリッグスには、アルバムの起源について2つの理論があった。1つ目は、パット・メセニーがゲフィンに腹を立てたことであり、彼の契約が終了するにつれて、これが彼の不快感を表現する方法だったというもの。しかし2008年に、メセニーは次のように述べている。
あの噂は、アルバムを真剣に聴いていないジャーナリストによって始められました。それがそうではなかったということを知るためには、[私に]電話をすぐかけるだけでよかったのですが。だいたい、私はそのようなことを決していたしません。それは私のやり方ではありませんし、そんなことは何年にもわたって明白であったと思います。あのレコードは、それ自体の音楽用語によってそれ自体を物語っています。私にとってそれは世界が2Dで見える景色でありつつ、私自身は3Dの方法でいつものように機能しています。それは完全にフラットな音楽であり、まさに意図されていたものでした。
グリッグスの2つ目の理論は、メセニーが自分の作りたい種類のアルバムを単に作ったというものである。All About Jazzにおいて、ある批評家は本作を「誰も理解していないように見えるアルバム」と呼んだ。
『ゼロ・トレランス・フォー・サイレンス』のカバーには、ソニック・ユースのギタリストであるサーストン・ムーアの支持があった。彼はこのアルバムを「予測不可能なマスターによる焼夷弾」と呼んだ。批評家たちはそれほど優しくなかった。音楽雑誌『The Wire』のベン・ワトソンは本作を「ごみ」と呼び、グリッグスは5つ星のうち星1.5を与えた。

## 収録曲
| 全作曲: パット・メセニー。 |                         |      |                  |       |
| #                          | タイトル                | 作詞 | 作曲・編曲       | 時間  |
| 1.                         | 「パート 1 - "Part 1"」 |      | パット・メセニー | 18:32 |
| 2.                         | 「パート 2 - "Part 2"」 |      | パット・メセニー | 5:17  |
| 3.                         | 「パート 3 - "Part 3"」 |      | パット・メセニー | 4:19  |
| 4.                         | 「パート 4 - "Part 4"」 |      | パット・メセニー | 5:13  |
| 5.                         | 「パート 5 - "Part 5"」 |      | パット・メセニー | 5:53  |

## パーソネル
- パット・メセニー (Pat Metheny) - エレクトリックギター